# روبیکن ریور (ویکتوریا)
روبیکن ریور (ویکتوریا) (به انگلیسی: Rubicon River (Victoria)) رودخانه‌ای است که در استرالیا جریان دارد.